# Carmenta pyralidiformis
Carmenta pyralidiformis is een vlinder uit de familie wespvlinders (Sesiidae), onderfamilie Sesiinae.
Carmenta pyralidiformis is voor het eerst wetenschappelijk beschreven door Walker in 1856. De soort komt voor in het Nearctisch gebied.